# Blue Ridge Tunnel
Der Blue Ridge Tunnel von Claudius Crozet, auch Historic Crozet Tunnel oder Crozet Tunnel genannt, ist ein 1858 fertiggestellter Eisenbahntunnel in den Appalachen im Bundesstaat Virginia in den USA, der 1944 stillgelegt wurde. Der Tunnel war bei Eröffnung der längste in den Vereinigten Staaten und stellte den Höhepunkt des manuellen Tunnelbaus ohne Bohrmaschinen dar, weshalb es ein Denkmal der Ingenieurtechnik ist.

## Geschichte
Die vom Bundesstaat Virginia 1849 gegründete Blue Ridge Railroad hatte die Aufgabe, eine Eisenbahnstrecke durch die Appalachen zu bauen, welche die Seehäfen Virginias mit dem Ohio Valley verbindet. Die etwa 27 km lange Strecke wurde vom französischen Lehrer und Bauingenieur Claudius Crozet entworfen, der damals Chefingenieur am Virginia Board of Public Works war. Sie führte von Crozet durch die Rockfish Gap nach Waynesboro und wies vier Tunnel auf. Während Brooksville, Greenwood und Little Rock Tunnel alle kürzer als 300 m waren, hatte der Scheiteltunnel unter der Rockfish Gap die stattliche Länge von 1,3 km.
Die Bauarbeiten für den Blue Ridge Tunnel wurden im Februar 1850 vergeben. Damit der Ausbruch von beiden Seiten beginnen konnte, wurde eine provisorische Bahnstrecke über den Berg gebaut. Die damalige Tunnelbautechnik kannte nur Handbohrmeißel, Pickel und Schaufel, sowie Schwarzpulver für die Sprengungen, weshalb der Bau nur langsam fortschritt. Zudem gab es Schwierigkeiten mit Kämpfen zwischen irischen und nordirischen Bauarbeitern, einen Choleraausbruch im Jahre 1854 und einer Finanzkrise 1855. Der Durchschlag erfolgte an Weihnachten 1856, der Endausbau benötigte weitere anderthalb Jahre. Der erste Zug fuhr am 12. April 1858 durch den Tunnel und benötigte dafür sechs Minuten.

## Bauwerk
Der Tunnel wurde mit konstantem Gefälle von Westen nach Osten angelegt, auf die damals bei Tunnel üblichen vertikalen Lüftungsschächte wurde verzichtet. Crozet musste deshalb ein spezielles Lüftungssystem mit Absaughauben entwickeln, um während des Baus die giftigen Schwarzpulverdämpfe aus dem Tunnel zu entfernen. Die Ausmauerung des Tunnels besteht aus 150.000 Ziegelsteinen.